# Касьянов Володимир Олександрович
Касьянов Володимир Олександрович (нар. 1935, Харків) — доктор технічних наук, заслужений професор Національного авіаційного університету.
Народився 1935 року у Харкові.
Закінчив 1959 року Миколаївський корабельно-будівельний інститут. Докторську дисертацію захистив 1971 року, д.т. н., професор.
Галузі наукових досліджень: гідро-газодинаміка, математичні методи моделювання динаміки польоту, ідентифікація моделей динамічних об'єктів, методи обробки експериментальної інформації, аналітична механіка дисипативних систем. Автор близько 280 наукових праць, в тому числі наукових монографій, підручників, навчальних посібників, 8 винаходів. Підготував 7 докторів наук і 24 кандидати наук.